# 星通資訊
星通資訊（Loop Telecom）是一間位於臺灣新竹市的電子公司，主要業務為網路接取與傳輸設備的研發與製造，同時也跨足網管系統、IP、與光通訊相關產品的研發製造。台灣主要客戶為中華電信等國內電信廠商，近年將業務拓展至全球市場，主要銷售地區為亞洲14%、歐洲32%、美洲20%、台灣32%、其他1%，與80多個國家有業務往來。主要客戶為網際網路設備商，電信公司，網際網路服務提供者、能源產業、鐵路產業與石油產業。

## 歷史
1991年，葉茂林博士於新竹科學園區成立星通資訊有限公司。

1997年，星通資訊首次通過ISO 9001品保認證。

1999年，星通資訊獲得亞太產業研究發展基金小巨人獎。同年LOOP-4200 產品獲得經濟部之精品獎。

2000年，星通資訊獲得第九屆國家磐石獎。

2001年，星通資訊於臺灣證卷交易所公開上市，服票代碼為3025。同年推出新型寬頻整合式電信平台Loop-V 4200-28 IMAP，獲得該年科學園區創新產品獎。

2009年，推出新型高速率同步光纖網路(SDH/SONET ADM/TM)產品，Loop-O9400R，再度獲得該年科學園區創新產品獎。

2010年，星通資訊獲得經濟部中小企業處頒發第二屆小巨人獎。

2022年，星通資訊首次通過ISO 27001 （页面存档备份，存于）認證。

2023年，星通資訊榮獲第十屆鄧白氏中小企業菁英獎。

2024年，星通資訊通過IEC 62443-4-1認證。

2025年，星通資訊第二次通過ISO 9001以及 14001認證。

## 產品
當前的產品線包括：
- Multi-Service Cross Connect
- SDH/SONET –MSTP Multiplexer
- TDM over IP/Ethernet
- PTN-MPLS-Carrier Ethernet
- Fiber-DSL Line Extension
- Network Management
- Wavelength-division Multiplexing
- IIoT
- Information Security System
- Ethernet Access and Switch

## 外部連結
- 星通資訊 （页面存档备份，存于）